# Aix (gen)
Aix este un gen care conține doar două specii de rațe anseriforme: rața cu ochi de șoim (Aix sponsa) și rața mandarin (Aix galericulata).
Genul face parte din familia Anatidae din ordinul Anseriformes. Speciile sunt apreciate pentru aspectul atractiv, și pentru că sunt multicolore. Ele sunt specii nord-americane. 